# Josep Maria Casasús i Guri
Josep Maria Casasús i Guri (Barcelona, 31 de juliol de 1944) és un periodista, assagista, catedràtic emèrit i síndic de Greuges de la Universitat Pompeu Fabra.

## Biografia
Es llicencià en dret i posteriorment es doctorà en ciències de la informació per la Universitat Autònoma de Barcelona, on va obtenir el premi extraordinari de doctorat per la seva tesi sobre Josep Pla. Entre 1966 i 1970 fou redactor al diari Tele-eXprés, del 1970 al 1976 en fou redactor en cap, de 1971 a 1974 fou director de la revista Dossier Mundo i de 1976 a 1979 fou redactor en cap de Catalunya Express. El 1972, als vint-i-vuit anys, va publicar el seu primer llibre, Ideología y análisis de medios de comunicación, considerat el primer tractat en castellà d'analisi estructuralista dels mitjans de comunicació.
Després d'un breu parèntesi de 1980 a 1982, quan fou delegat a Barcelona del setmanari La Gaceta Ilustrada, entre 1983 i 1987 es vinculà a La Vanguardia, diari en què alternà les tasques d'editorialista amb la de defensor del lector i sotsdirector. El 1987 inicià la seva activitat en el món acadèmic. Fou vicedirector del Departament de Periodisme de la Facultat de Ciències de la Comunicació de la Universitat Autònoma de Barcelona, de la qual fou nomenat vicedegà el 1988. Renuncià a aquest càrrec quan fou nomenat catedràtic i degà de periodisme de la Universitat Pompeu Fabra, així com director de l'Observatori de la Comunicació Científica. Actualment és catedràtic emèrit de la Universitat Pompeu Fabra i també n'és síndic de greuges.
També ha estat president de la Societat Catalana de Comunicació (1987-1990), secretari general i primer president de la Sociedad Española de Periodística, i de les dues va ser soci fundador i des de 1990 membre numerari de l'Institut d'Estudis Catalans. Ha publicat nombrosos articles en diversos diaris i revistes (Avui, Serra d'Or, L'Avenç, etc.) i té una secció diària al diari ARA en què publica una selecció d'articles periodístics d'autors i època molt diversos que relaciona amb temes d'actualitat.

## La Periodística
L'any 1991, Casasús va proposar que la disciplina de les ciències de la informació i la comunicació anomenada fins aleshores «Redacció periodística», passés a denominar-se «Periodística», tot al·legant que aquest darrer terme era més precís i alhora incorporava «perspectives i continguts nous al concepte, als mètodes i a les fonts de les anteriors disciplines equivalents». Casasús considera que la Periodística, malgrat que no tingués encara aquest nom, ja tenia tradició des de començament del segle xx, i que va més enllà de la redacció. El terme es troba incorporat al Diccionari de l'Institut d'Estudis Catalans que la defineix com a
| « | Ciència de la comunicació que té per objecte l'estudi dels fenòmens i dels elements que integren l’activitat del periodisme, projectada en els diversos mitjans de comunicació social. | » |

Per a Casasús, la Periodística ultrapassa l'estudi dels aspectes formals com ara la redacció dels textos periodístics, la seva estructura o el registre lingüístic i s'ocupa de tot el procés informatiu, «des de l'esdeveniment fins a la recepció per part dels lectors».

## Reconeixements
Ha rebut els premis Gaziel (1986), Avui (1979), Xarxa (1980), Carles Rahola (1986), Josep Vallverdú (1987), Joan Mañé i Flaquer (1988), Antoni de Senillosa (1994), La Rambla/Memorial Mary Santpere (1995) i Vicens Vives (2013).
El 2011 va rebre la Creu de Sant Jordi.
El maig de 2020 la Universitat de Girona, a proposta del Departament de Filologia i Comunicació, va concedir-li el títol de doctor honoris causa. (a causa de la covid-19, l'acte acadèmic corresponent es va ajornar al 17 de juny de 2021).

## Obres
- Ideología y análisis de medios de comunicación (1972, CIMS). ISBN 978-84-7235-435-7
- Les Corts: un poble perdut, un barri introbable (1976, ed. 62; premi Les Corts 1975). ISBN 978-84-297-1226-1
- La premsa actual. Introducció als models de diari (amb Xavier Roig i Fontseca, 1981, Ed. 62; premi Xarxa 1980).[3] ISBN 978-84-297-1705-1
- Lliçons de periodisme en Josep Pla: la modernització dels gèneres periodístics a Catalunya (1986, Ed. Destino). ISBN 978-84-233-1496-6
- El pensament periodístic a Catalunya: Assaig sobre l'evolució de les idees teòriques i professionals en matèria de periodisme (1987, Curial; premi Carles Rahola d'assaig 1986). ISBN 978-84-7256-294-3
- El periodisme a Catalunya (1988, Plaza & Janés; premi Josep Vallverdú 1987).[3] ISBN 978-84-01-34113-7
- Tardes Chanel (1989), narracions
- Periodisme que ha fet història (1991, Col·legi de Periodistes de Catalunya). ISBN 978-84-606-0102-9
- Periodística catalana comparada (1993, Ed. Pòrtic). ISBN 978-84-7306-997-7
- Periodisme català que ha fet història (1996, Ed. Proa). ISBN 978-84-8256-232-2
- Ideología y análisis de medios de comunicación (1998, CIMS). ISBN 978-84-89643-62-8
- Artículos que dejaron huella (1998, Ed. Ariel). ISBN 978-84-344-1126-5
- Periodismo irónico (2000, Assua)
- Crònica d'un país: 15 articles imprescindibles (2011, Deria Ed.). ISBN 978-84-95400-68-0